# Idmón
Idmón (řecky Ίδμων, latinsky Idmon) je v řecké mytologii jeden z věštců na lodi Argó.
Idmón pocházel z Argu a byl Apollónovým synem. Druhý věštec na palubě byl Mopsos z kmene Lapithů, u Apollóna se údajně vyučil.
Idmónovi nebylo souzeno prožít celou cestu i slavný návrat do vlasti s posádkou lodi. Když loď po mnoha dnech plavby opustila starého slepého Fínea, kterého od hrozných Harpyjí osvobodili Kalaís a Zétés, a když loď šťastně proplula nebezpečnými skalami jménem Symplégady, přivítal je ve své zemi král Lykos.
Před naloďováním příštího dne napadl věštce Idmona divoký kanec a na rány, které mu způsobil, tento muž zemřel. Posádka za něj truchlila tři dny. Poté onemocněl kormidelník Tífys a po několika hodinách zemřel také. Jeho druhové oba plavce trpce oplakávali a navršili jim mohyly.